# Distrikt Churuja
Der Distrikt Churuja liegt in der Provinz Bongará in der Region Amazonas in Nord-Peru. Der Distrikt wurde am 30. Dezember 1944 gegründet. Er besitzt eine Fläche von 31,8 km². Beim Zensus 2017 wurde eine Einwohnerzahl von 297 ermittelt. Im Jahr 1993 lag die Einwohnerzahl bei 296, im Jahr 2007 bei 272. Sitz der Distriktverwaltung ist die 1372 m hoch gelegene Ortschaft Churuja. Churuja befindet sich 21 km südwestlich der Provinzhauptstadt Jumbilla.

## Geographische Lage
Der Distrikt Churuja liegt in der peruanischen Zentralkordillere im Südwesten der Provinz Bongará. Er liegt am Ostufer des nach Norden fließenden Río Utcubamba.
Der Distrikt Churuja grenzt im Westen an den Distrikt San Jerónimo (Provinz Luya), im Norden und im Osten an den Distrikt San Carlos sowie im Süden an den Distrikt Valera.

## Ortschaften
Neben dem Hauptort gibt es folgende größere Ortschaften im Distrikt:
- Donce
- Nuevo Horizonte